# Pies andaluzyjski
Pies andaluzyjski (fr. Un chien andalou) – czarno-biały, szesnastominutowy film z 1929 roku, debiut hiszpańskiego reżysera Luisa Buñuela; scenariusz do filmu napisał razem z Salvadorem Dalim.
Film składa się z kilku niepowiązanych tematycznie scen. Jego bohaterami jest bezimienna para, kobieta (Simone Mareuil) i mężczyzna (Pierre Batchef). Celem autora było zszokowanie odbiorcy przez zastosowanie niezwykle jak na owe czasy drastycznych efektów (osiąganych głównie poprzez zestawienie montażowe różnych ujęć).
Oryginalnie film był niemy, a ścieżka dźwiękowa została do niego dołączona w 1960 roku na podstawie wskazówek odnalezionych w notatkach reżysera. Odwzorowano w ten sposób całokształt dzieła, gdyż w czasie premiery muzyka Richarda Wagnera była grana na żywo w trakcie prezentacji filmu.
Pies andaluzyjski jest jednym z pierwszych filmów surrealistycznych oraz pierwszym filmem z elementami gore. W jednej ze scen jako ksiądz pojawia się sam Salvador Dalí.